# Adiktologie
Adiktologie (anglicky addictology) je věda zabývající se závislostmi, jejich prevencí, původem, léčbou, výzkumem, poradenstvím a jinými souvislostmi. V užším pojetí se zabývá závislostmi na návykových látkách. Klinická adiktologie se zužuje na práci s klientem. Absolventi studijního oboru adiktologie na 1. LF UK Praha se sdružují v profesní organizaci Česká asociace adiktologů.

## Význam a vznik slova
Latina: Ad-dico (přiřknout, vydávat) → addictus (závislá osoba, otrok)

Angličtina: addicted (závislý); addiction (závislost, sklon)

Adiktologie = ad(d)ico + logia = věda o závislostech

## Definice závislosti
Závislostí je míněno cokoliv, co je závislostním vztahem. Pokrývá to tedy široké spektrum, a adiktologie se tedy zabývá závislostmi na alkoholu, drogách, ale i hracích automatech či závislostními partnerskými vztahy. Spojuje lidi s různorodou primární odborností a její základní otázkou je, jak lze odhalit, porozumět a vysvětlit příčiny a následky vzniku a rozvoje návykového chování, které může ústit až do závislosti.

### Definice závislosti MKN-10
Syndrom závislosti: Je to skupina fyziologických, behaviorálních a kognitivních fenoménů, v nichž užívání nějaké látky nebo třídy látek má u daného jedince mnohem větší pravděpodobnost než jiné jednání, kterého si kdysi cenil více. Centrální popisnou charakteristikou syndromu závislosti je touha (často silná, někdy přemáhající) brát psychoaktivní látky (které mohou, avšak nemusí být lékařsky předepsány), alkohol nebo tabák. Návrat k užívání látky po období abstinence často vede k rychlejšímu znovuobjevení jiných rysů syndromu, než je tomu u jedinců, u nichž se závislost nevyskytuje. Definitivní diagnóza závislostí by se obvykle měla stanovit pouze tehdy, jestliže během jednoho roku došlo ke třem nebo více z následujících jevů:

- silná touha nebo pocit puzení užívat látku
- potíže v sebeovládání
- tělesný odvykací stav
- průkaz tolerance k účinku látky
- postupné zanedbávání jiných potěšení nebo zájmů
- pokračování užívání přes jasný důkaz zjevně škodlivých následků"[2]

Jednotlivé druhy závislostí s jejich kódem: 

- F10.2 Závislost na alkoholu
- F11.2 Závislost na opioidech (např. heroin)
- F12.2 Závislost na kanabinoidech
- F13.2 Závislost na sedativech nebo hypnoticích
- F14.2 Závislost na kokainu
- F15.2 Závislost na jiných stimulanciích včetně kofeinu a pervitinu
- F16.2 Závislost na halucinogenech (např. MDMA (extáze))
- F17.2 Závislost na tabáku
- F18.2 Závislost na organických rozpouštědlech
- F19.2 Závislost na několika látkách nebo jiných psychoaktivních látkách[3]

Avšak nelze vyloučit i závislost na práci, internetu, patologické hráčství, či PPP ze závislostí úplně. Stále mají některé společné rysy. Pro úplnost tedy doplníme: 

- F50 Poruchy příjmu potravy
- F52.7 Nadměrné sexuální nutkání
- F60.7 Závislá porucha osobnosti
- F63.0 Patologické hráčství
- F63.1 Pyromanie
- F63.2 Kleptomanie
- F63.3 Trichotillomanie
- F63.4 Jiné nutkavé a impulzivní poruchy (- do kterých lze zařadit např. workoholismus)[4]

### Definice závislosti DSM-IV
Pro diagnózu závislosti by měl pacient vykazovat alespoň 3 ze 7 příznaků v období 12 měsíců.
- 1. růst tolerance
- 2. odvykací příznaky po vysazení látky
- 3. přijímání látky ve větším množství nebo delší dobu, než měl člověk v úmyslu
- 4. dlouhodobá snaha nebo jeden či více pokusů omezit a ovládat přijímání látky
- 5. trávení velkého množství času užíváním a obstaráváním látky nebo zotavováním se z účinků látky
- 6. zanechávání sociálních, pracovních a rekreačních aktivit v důsledku užívání látky nebo jejich omezení
- 7. pokračující užívání látky navzdory dlouhodobým nebo opakujícím se sociálním, psychologickým nebo tělesným problémům, o nichž člověk ví a které jsou působeny nebo zhoršovány užíváním látky[2]

## Terminologie
- Úzus - mírné požívání
- Misúzus - zneužívání
- Abúzus - nadužívání (odlišuje se od úzu, tím, že konzumující směřuje či vyhledává účinek drogy)
  - Rituální
  - Periodický
  - Systematický
- Craving neboli bažení - silná touha, puzení k požití látky, projevuje se mimo jiné aktivací určitých mozkových částí, zvýšení tepu, zvýšení pocení
- Tolerance - míra snášenlivosti
- Obranné mechanismy
  - Bagatelizace - zlehčování
  - Racionalizace - přesunutí odpovědnosti mimo sebe, použití zdánlivě logické argumentace
- Abstinenční příznaky nebo somatický odvykací stav - soubor tělesných a psychických subjektivně velmi nepříjemných projevů[1]
- Recidiva - opětovné užití a znovuspuštění závislosti po již zdárné abstinenci

## Primární prevence závislostí
Primární prevencí rozumíme to, že se nemoci snažíme předcházet dříve než vznikne. Je však vždy třeba vykonávat ji tak, aby její prezentace odpovídala věku a možnostem porozumění dané skupiny (např. vyhnutí se užívání odborné terminologie ve škole). Je dobré využívat příklady a mluvit nejen o nelegálních, ale také legálních návykových látkách. Je lepší vyhnout se moralizování, které obvykle vede jen k zatrpknutí. A je také třeba, aby byla soustavná a dlouhodobá, ideálně pracující i s rodiči - pokud jde o děti.

## Léčba závislostí

### Ambulantní léčba závislostí
Jedná se o velké spektrum nabídky služeb. Od poraden po psychiatrické organizace. Základním znakem je terénní nabídka služeb umožňující zájemcům do péče docházet a po konzultaci se opět vracet do svého přirozeného prostředí. Obvykle se jedná o místa zaměřená na více než jeden druh závislosti. Ambulantní léčba je také dobrovolná a tak lze u ní předpokládat motivovanost docházejících klientů. Během léčby může probíhat podpůrná farmakoterapie či lze pracovat i s rodinnými příslušníky. Důležité je uvědomění, že abstinence není a nemůže být cílem terapie, protože je jen cestou otevírající bránu k plnohodnotnému životu. Je třeba hledat motivace, které pro klienta budou dostatečně silné, aby mu pomohly překonat období bažení či těžké chvíle, kdy dříve jako řešení využíval právě drogu. Je třeba se také zaměřit na hledání konstruktivních a fungujících řešení problémů apod.

### Ústavní (lůžková) léčba závislostí
Oproti ambulantní léčbě je tu pacientovi věnováno více času a pacient již po konzultaci neodchází domů, ale zůstává v nemocnici, kde je po celý den sledován psychology, psychiatry či jinými lékaři. Obvykle zde klienti tráví několik týdnů a účastní se programu, který je velmi direktivní. Často sem chodí klienti, kteří neuspěli v ambulantní léčbě. Tato léčba může být také nařízená soudem a může být tak otázkou motivace.

### Terapeutické skupiny
Pro léčbu závislostí se také velmi osvědčily tzv. terapeutické komunity. Klienti tak utvářejí uzavřenou komunitu lidí a snaží se navracet do procesu života pomocí znovuosvojování si základních návyků. Mnohdy je základním předpokladem pro přijetí podstoupení odvykací terapie (detoxu) nejprve v jiném zařízení, tzn. že již při nástupu musejí klienti mít testy krve a moči negativní na přítomnost návykových látek. Následně jsou klienti rozřazeni do několika fází v komunitě, kdy každá fáze sebou nese určité kompetence. Mnohdy se také spojuje s pracovní terapií a pozdějším odchodem do chráněného bydlení. Instituce se také snaží v prvních fázích pomoci klientovi urovnat vztahy s rodinou a vyřešit právní záležitosti. Jen zřídka klienti nemají dluhy či problémy se zákonem.

### Svépomocné skupiny
Svépomocné skupiny jsou spontánně vytvářející se sdružení osob, který mají stejný cíl - a to vymanit se ze spárů vlastní závislosti. Nejznámější a světově nejrozšířenější hnutí jsou anonymní alkoholici avšak vznikají tyto skupiny i pro jiné typy závislostí.

## Časopisy
V roce 1965 začal vycházet první Československý odborný časopis Protialkoholický obzor, který se v roce 1995 (30. ročník) přejmenoval na Alkoholismus a drogové závislosti.
Od roku 2001 vychází v České republice odborný časopis na toto téma s názvem Adiktologie.

## Studium
Adiktologii je od roku 2005 možné jako bakalářský i magisterský obor studovat na první lékařské fakultě Univerzity Karlovy.
Kompetentní pro výkon profese adiktologa je ale pouze držitel bakalářského titulu z tohoto oboru.